# Sleep Is for the Week
Sleep Is for the Week è il primo album in studio del cantautore britannico Frank Turner, pubblicato nel 2007.

## Tracce
Testi e musiche di Frank Turner.
1. The Real Damage – 3:35
2. Vital Signs – 3:38
3. Romantic Fatigue – 2:57
4. A Decent Cup of Tea – 3:09
5. Father's Day – 4:50
6. Worse Things Happen at Sea – 3:43
7. My Kingdom for a Horse – 4:52
8. Back in the Day – 2:06
9. Once We Were Anarchists – 3:50
10. Wisdom Teeth – 4:17
11. The Ladies of London Town (Featuring Jamie Lenman) – 4:06
12. Must Try Harder – 3:35
13. The Ballad of Me and My Friends (Live recording at the Camden Barfly 8 August 2006) – 2:33